# Prosopocera argus
Prosopocera argus là một loài bọ cánh cứng trong họ Cerambycidae.